# 自明堂薬局
株式会社 自明堂薬局・卸部（じめいどうやっきょく）は、青森県弘前市品川町1に本社を置く、医薬品・衛生材料を販売する卸業者であった。現在は、小売業・調剤薬局である。

## 概要(医薬品卸部)
- 代表取締役社長　斉藤喜一

## 沿革(医薬品卸部)
- 資本金100万円で「株式会社自明堂薬局」設立
- 昭和46年秋田県の「千秋薬品」に卸部門を譲渡し「弘前営業所」「青森営業所」として発足
- 昭和46年 小売・調剤薬局として営業

## 県外卸の進出
- 昭和46年に秋田市の「千秋薬品」が「自明堂薬局・卸部門」を合併し県内へ進出し、翌47年には仙台市の「鈴彦」が「大学堂・卸部門」を合併し進出、秋田市の「和光薬品」が弘前を中心に津軽地方にエリアを拡大していく、新潟市の「ニチエー」、花巻市の「小田島」、仙台市の「エーシン」等が県境を越えて、販売エリアを拡大していく。

## 営業所(医薬品卸部)
- 青森支店

## 主な取引メーカー(医薬品卸部)
- 武田薬品　等

## 青森県の昭和30年代の医薬品卸業社
- 株式会社菊池薬店（弘前市）
- 株式会社自明堂薬局（弘前市）
- 有限会社永井準助薬店（弘前市）
- 株式会社ハムロ黄川薬局（弘前市）
- 株式会社村元薬局（弘前市）
- 株式会社西谷薬店（弘前市）
- 有限会社七兵衛サマ薬局（黒石市）
- 有限会社マルチ薬局（黒石市）
- 株式会社桜井薬局（三沢市）
- 有限会社村木愛生堂（十和田市）
- 株式会社大学堂薬局（八戸市）
- 株式会社大平薬局（八戸市）
- 錦光堂金子薬局（八戸市）
- 株式会社和泉屋薬局（八戸市）
- 有限会社鶴又原薬輔（五所川原市）
- 株式会社石舘薬店（青森市）